# João Briênio
José Briênio (em grego: Ιωάννης Βρυέννιος; romaniz.: Ioánnes Bryénnios; m. 1178) foi um general bizantino do século XI, ativo durante o reinado do imperador Miguel VII Ducas (r. 1071–1078). Aparece pela primeira vez em 1077, quando instigou uma revolta contra o imperador e seu ministro Niceforitzes e persuadiu seu irmão Nicéforo Briênio, o Velho a participar. Nicéforo, aclamado imperador em Adrianópolis, nomeou João como curopalata e doméstico das escolas. Mais adiante no mesmo ano, liderou um grande exército contra Heracleia Perinto, que foi saqueada, e Constantinopla.
Os danos causados pelo exército invasor obrigou Leão a retirar-se para Atira, onde foi derrotado por Roussel de Bailleul e Aleixo Comneno. No ano seguinte, recrutou mais aliados ao exército de seu irmão e atacou Cízico, onde novamente foi derrotado. Sitiou Constantinopla uma segunda vez e tempos depois participou da batalha de Calávrita. Foi capturado com seu irmão e foi assassinado por um varegue que havia mutilado no ano anterior.

## Bibliografia

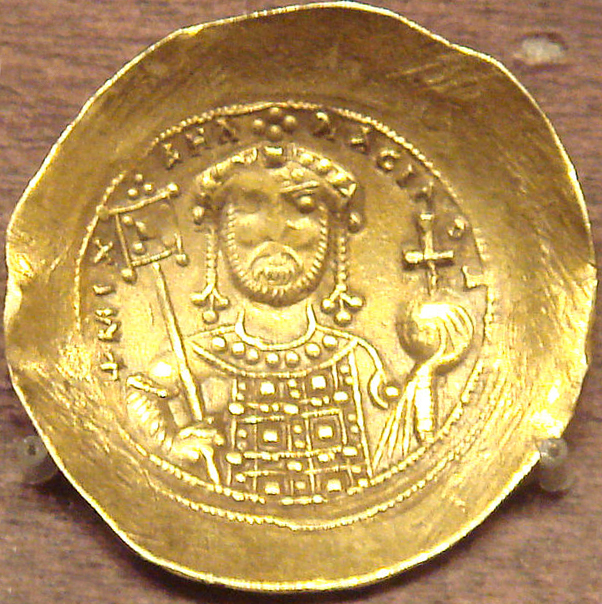
Miguelato (histameno) de r.